# Le Monde comme si
Le Monde comme si est un essai de Françoise Morvan, publié en 2002, sur le nationalisme breton, à partir de ses propres expériences personnelles et professionnelles (enseignante et chercheuse universitaire).
Ce livre « remarqué et polémique » a fait l'objet d'une couverture dans la presse nationale, ainsi que de plusieurs références universitaires et a suscité des critiques, en particulier au sein du mouvement breton.
Françoise Morvan a développé les analyses du Monde comme si dans plusieurs articles ultérieurs.

## Présentation
Françoise Morvan publie en 2002 Le Monde comme si : Nationalisme et dérive identitaire en Bretagne, un essai où elle se livre au « récit de sa propre désillusion ». Elle y entreprend un questionnement sur « l'existence d'une dérive communautariste, parfois même raciste, au sein du mouvement breton » et une « déconstruction des valeurs et des idéaux de ce qui fut pour elle un milieu », à partir de son expérience personnelle, dont en particulier « la véritable scène primitive que constitue, pour elle, la querelle [au sujet de Luzel] qui [l'a opposée] à l'une des figures des études celtiques, Pierre Denis, dit Pêr Denez », et sa participation à la création d'une école Diwan où elle a scolarisé pour un temps sa fille,, en menant une « réflexion sur l’instrumentalisation de la langue et de la culture bretonnes à des fins politiques et commerciales » et en dénonçant « d'âpres nationalistes [qui] s'ingénieraient à créer, à coups de reconstructions ou de falsifications, une pseudo-culture celtique asservie aux impératifs de la mondialisation et à dissimuler les origines cléricale, fasciste puis collaborationniste des porte-drapeaux de l'Emsav (le mouvement breton) ».

## Réception critique
L'ouvrage est « remarqué » dans la presse nationale. Éric Conan considère le livre comme un « récit intime » et une « passionnante introduction aux ambiguïtés du régionalisme » ; Nicolas Weil souligne le « courage intellectuel » de ce livre « drolatique et amer » et, tout en jugeant que Françoise Morvan « décèle de façon convaincante », dans sa polémique avec Pierre Denis, des « a priori politiques », estime qu'elle « cède parfois à une certaine tendance conspirationniste » ; Violaine Ripoll conclut que « ce livre démontre avec passion et humour combien l’identité bretonne est tiraillée de faux-semblants bien inavouables ». À l'étranger, La Libre Belgique trouve que cet essai non « dénué d'humour » sur une « longue immersion dans un univers étrange » est lui-même un « ouvrage étrange pour une approche sociologique éloquente ».
La réception en Bretagne est plus controversée : l'ouvrage déclenche, selon Jean-Marie Pottier, « des polémiques virulentes entre son auteure et des militants régionalistes ou d'autres essayistes », Françoise Morvan étant même, selon Charlotte Perry, « littéralement haïe par toute la frange radicale du mouvement breton ». Dans un contexte local si tendu que Thibault Courcelle évoque un « silence » de la presse régionale par crainte d'une « attaque en règle » de la part d'organisations séparatistes, Françoise Morvan donne une conférence en 2003 à Lorient, à la suite de la publication de son livre. Flore Limantour du Télégramme estime qu'elle y confond, « semble-t-il, le devoir de mémoire des Bretons concernant la collaboration de certains d'entre eux pendant la Dernière Guerre mondiale et une histoire familiale douloureuse ». Françoise Morvan lui répond dans le même journal trouver « particulièrement révoltante, sachant que [s]on père a fait partie des résistants qui se sont battus pour délivrer la « poche de Lorient » en 1945, [...] l'accusation d'être liée par une prétendue « histoire familiale » à la collaboration du mouvement breton avec les nazis ».
Sur le plan universitaire, plusieurs chercheurs font référence à  cet essai. Le politologue Jean-Paul Nassaux, qui considère Françoise Morvan comme une « spécialiste du mouvement breton et de ses dérives », estime que son livre met en évidence « la continuité entre la collaboration nationaliste bretonne durant l’occupation et la renaissance du 
mouvement breton après-guerre ». L'ethnologue Christian Bromberger note que l'essai de Françoise Morvan est au nombre des travaux qui font la lumière sur les « compromissions » de mouvements régionaux durant la dernière guerre,. Pour les sociologues Yohann Abiven et Eugène Calvez, ce « livre témoignage » insiste sur « l’opération de fabrication d’une Bretagne d’opérette, « revue et corrigée » qui correspondrait, selon Françoise Morvan, à une entreprise savante de falsification de l’histoire » . Ils citent une phrase du livre pour en résumer la thèse « acide » d'une « Bretagne-spectacle » : « maïs hybride, orthographe unifiée, même combat ». Katerina Seraïdari et Alexis Léonard, deux anthropologues, y relèvent la mise en relation de l'opposition de « l’âme celtique » à la latinité et du rapprochement dès les années 1920 entre panceltisme et pangermanisme. Pour l'historien Joël Cornette, Le Monde comme si « pointe [...] sous les apparences d'un discours consensuel, un langage explicitement raciste » et met l'accent sur la flexibilité d'un mouvement qui « se dit indifféremment autonomiste, fédéraliste, indépendantiste ou séparatiste, de gauche ou de droite, suivant les conjonctures, les personnes, les groupuscules », une caractérisation réticulaire que la sémioticienne Mariannig Le Béchec relève également,. Selon le linguiste Iwan Wmffre, Le Monde comme si attaque « frontalement l'ensemble du mouvement breton (de manière parfois excessive et parfois incisive) ». Concernant la querelle avec Pierre Denis, il lui « semblerait que dans le cadre d'un débat soutenu où les deux parties ont laissé certains points dans l'ombre, la question de l'orthographe, qui était à l'origine une composante mineure de la dispute, ait été invoquée ensuite [dans Le Monde comme si] par [Françoise] Morvan de manière tendancieuse pour présenter P[er] Denez de manière plus idéologique que réaliste ». Une autre linguiste, Berthille Pallaud, se référant au propos d'Henriette Walter selon laquelle « ce qui est particulier à la France, c'est que s'y perpétue une longue tradition [...] qui lie la langue à la politique », assure qu'il « suffit pour  s’en  convaincre  de  lire  l’essai  de  Françoise  Morvan ». En revanche, l'historienne Mona Ozouf, qui qualifie Le Monde comme si d'« injuste et talentueux pamphlet » et de « prose justicière » traduisant une incompréhension de « la gigue d’opinions et d’engagements qui donne à l’histoire des années 1930 son tempo affolé et frénétique », considère que son auteure « manque de connaissances sur cette période de l'Entre-deux guerres ». Par ailleurs, Fanny Chauffin, dans une thèse consacrée aux écoles Diwan, estime que le « regard très négatif » porté par Françoise Morvan sur celles-ci n'est « pas suffisamment [fondé] sur des sources fiables ». Les politologues Tudi Kernalegenn et Yann Fournis considèrent Françoise Morvan comme « la figure la plus emblématique » de l'engagement « contre le mouvement breton » et qualifient son ouvrage de « réquisitoire contre [ce dernier] qui, sous la forme d’une autobiographie, résume une théorie du complot – et ne recule pas devant les attaques les plus personnelles »,.
Hors le monde universitaire, le juge Gilbert Thiel estime l'ouvrage « pertinent ». En revanche, l'écrivain Michel Treguer critique la méthode de Françoise Morvan consistant, selon lui, à « extraire des détails bibliographiques en ignorant le reste ». Françoise Morvan considère en réponse que le livre de Michel Treguer est « truffé d'erreurs ». Plus généralement, elle répond à certaines des critiques concernant son essai dans un entretien de 2003 où elle revendique le droit à l'humour et à l'ellipse.

## Articles postérieurs
Françoise Morvan développe dans des articles postérieurs les analyses du Monde comme si, critiquant plusieurs aspects du Mouvement breton, comme la Breizh Touch, dans une tribune publiée par Libération, les écoles Diwan et le rattachement de la Loire-Atlantique à la Bretagne. Elle critique aussi la municipalité de Rennes pour la place qu'elle fait à l'école Diwan ou à la langue bretonne, et se prononce en 2013 contre la ratification de la charte européenne des langues régionales ou minoritaires, dont elle estime qu'elle « ne vise pas à défendre des langues minoritaires mais les langues de groupes ethniques, sur une base foncièrement raciste », d'abord dans un article de Mediapart en avril 2013, et dans un autre de L'Humanité, mettant en évidence, selon Jean-Paul Nassaux, « l’action de la mouvance ethnorégionaliste pour imposer ce texte ». La même année, elle critique dans un article du Monde ce qu'elle appelle « le rôle du Club des Trente ou de l'Institut de Locarn dans la dérive identitaire [bretonne] » et revient sur le rôle de ces deux institutions dans un article de Mediapart en 2014. En 2014, elle publie avec André Markowicz dans Causeur un article consacré à la relation qu'ils estiment antagonique entre le « néobreton officiel » et le breton parlé. En 2015, Françoise Morvan publie dans la Revue incise un article intitulé « Enfermement identitaire et soumission de la culture : l'exemple de la Bretagne », qualifié par Jean-Pierre Léonardini d'« étude magistrale », dans lequel, prenant le contre-pied de l'exergue du Monde comme si à propos du mouvement des Bonnets rouges, elle affirme avoir « constaté qu'en fait, sur les planches du théâtre identitaire breton, Guignol pouvait taper sans risque sur le Commissaire, lequel, à l'occasion, pouvait même venir l'en remercier ».
L'historien Jean-Pierre Cavaillé qualifie Françoise Morvan de « passionaria des opposants au mouvement breton » et ses prises de position au sujet de la charte européenne des langues régionales ou minoritaires, de « théorie locale du complot ethniciste », selon laquelle « cette charte, les institutions qui l’ont portée (en particulier le Conseil de l’Europe), les vingt-quatre pays qui l’ont signée et ratifiée et tous ceux qui militent en France pour sa ratification, sont ou partisans ou dupes d’une conception politique racialiste et ethniciste », une thèse qu'il juge « délirante » quoiqu'« assez largement partagée dans les milieux souverainistes et libres penseurs ». Ces accusations sont contestées par Françoise Morvan dans un autre article de Mediapart, où elle affirme qu'au lieu « de répondre à [s]es arguments et aux arguments des chercheurs [qu'elle] cite, [Jean-Pierre Cavaillé les] a [...] fédérés, selon la théorie du complot et la logique paranoïaque qu’il dénonce, en un groupe de comploteurs nocifs, « Morvan et ses amis » », qui « permet, par opposition », de mettre « le club du Bon Sens au service de la Charte ». Selon Véronique Magaud, la controverse qui oppose Jean-Pierre Cavaillé à Françoise Morvan est « sans doute à mettre sur le compte d’un retour de refoulé mais également d’enjeux politiques ».